# الپدرت
الپدرت (به اسپانیایی: Alpedrete) یک شهرستان در اسپانیا است که در مادرید (بخش خودمختار) واقع شده‌است.

## خصوصیات
الپدرت ۱۲٫۶۴ کیلومترمربع مساحت و ۱۲٬۳۵۷ نفر جمعیت دارد و ۹۱۹ متر بالاتر از سطح دریا واقع شده‌است.